# Vivianne Franzén
Vivianne Margareta Franzén, född Färm 2 juni 1943 i Bromma församling i Stockholm, är en svensk före detta politiker, till yrket kosmetolog. Hon var partiledare för Ny demokrati 1994–1997 och riksdagsledamot 1994 (ersättare 1992–1993).
Franzén valdes till partiledare för Ny demokrati i juni 1994, då Harriet Colliander avsattes. Valet förklarades senare vara ogiltigt och fick göras om i augusti samma år. Under Franzéns ordförandetid förlorade Ny demokrati sina riksdagsmandat. Franzéns uttalanden om islams inflytande på det svenska samhället och om svensk invandringspolitik gjorde att hon anklagades för främlingsfientlighet.